# Bohater naszych czasów (powieść)
Bohater naszych czasów (ros. Герой нашего времени) – powstała w latach 1837–1840 powieść Michaiła Lermontowa.

## Fabuła
Pierwszoosobowy narrator spotyka podczas wspinaczki górskiej na Kaukazie oficera Maksyma Maksymowicza, który opowiada o wspólnie przeżytych przygodach z głównym bohaterem, Grigorijem Aleksandrowiczem Pieczorinem.
Ten młody żołnierz wywarł silne wrażenie na Maksymie Maksymowiczu. Już na początku wydawał mu się ekscentrykiem. Po muzułmańskim weselu Pieczorin uprowadza konia, żeby zdobyć piękną Belę. Po początkowym zachwycie, Pieczorin jednak nagle traci zainteresowanie młodą dziewczyną. Gdy zostaje zamordowana z żądzy zemsty, jego serce pozostaje zimne, zachowanie obojętne i letargiczne. Odczuwa nudę.
Narrator spotyka później ponownie Maksyma Maksymowicza. Przypadkowo spotyka również Pieczorina, który zachowuje się w sposób zimny i jest znudzony. Narrator zdobywa dzienniki Pieczorina. Opisują one jego myśli i przeżycia, przykładowo gdy jako oficer w miasteczku Tamań zostaje w zagadkowych okolicznościach okradziony ze swojego dobytku i prawie utopiony. Epizod niesie ze sobą wyraźnie romantyczne tendencje. Ciemność, mgła i blask księżyca wpływają na wywołującą dreszcze i fantastyczną scenerię, postaci działają nieświadomie i lunatycznie.
W opowiadaniu o księżniczce Mary charakter Pieczorina staje się jasny i przybiera określone kształty. Naiwny Grusznicki zadurzony w córce księżnej Ligowskiej, Mary, zwierza się ze swoich uczuć wyrachowanemu Pieczorinowi. Ten odbiera mu ukochaną. Dochodzi do pojedynku, w którym Pieczorin zabija Grusznickiego, po czym wyznaje księżniczce, że tylko się nią bawił i jest niezdolny do ożenku. W ostatnim wpisie w dzienniku, „Fataliście”, został opisany zakład, który dotyczy wiary w przeznaczenie i w wolną wolę człowieka. Zakład zostaje rozstrzygnięty na korzyść fatalizmu, jednak nie bez aktywistycznej tendencji: „Taki mam charakter, we wszystko wątpić: nie przeszkadza mi jednak ta cecha w tym, aby, gdzie to konieczne, pokazać stanowczość charakteru”.

## Główny bohater
Pieczorin jest pesymistycznym fatalistą, z wyglądu zewnętrznego – dandysem. Jest pewny siebie, bardzo inteligentny i ufa, że dzięki temu może wciąż bezlitośnie dusić przeważającą nudę poprzez kontakt ze światem zewnętrznym.
Pieczorin jest głęboko niemoralny. Upewnia się w swoim zgubnym i charyzmatycznym oddziaływaniu na innych ludzi. Wykorzystuje te doświadczenia do odczuwania przyjemności. Są one jednak tylko krótkotrwałym hedonistycznym motywem: „Mam nieszczęśliwy charakter […] Kiedy jestem przyczyną nieszczęścia innych, sam nie czuję się lepiej”. Jego pragnienie władzy koncentruje się na nim samym, staje się jego nawykiem i kończy się sadyzmem. Ale zasada niemoralnego zła i cierpienie jego sprawcy działa przyciągająco na otaczających go ludzi, których niezmiennie prowadzi do zguby.
Oblicza działanie swojej egzystencji w sposób precyzyjny i systematyczny. Bycie wiecznym powtarzaniem się przeciwnych żądań wolności i możliwie największego kontyngentyzmu uniemożliwia mu nawiązanie jakiejkolwiek relacji z ludźmi. Jest dogłębnie melancholijnym człowiekiem. Sprzecza się z losem, który go determinuje i nie pozwala inaczej postępować; jest niepewny sensu swojej egzystencji, który jawi mu się jako przyzwyczajenie i powtarzanie. Zachowuje się egoistycznie i egocentrycznie: „Cierpienie i radość innych mogę zawsze tylko rozważać w odniesieniu do siebie, jako potrawę podtrzymująca moje siły duchowe”. Dochodzi do rozdwojenia między automatycznym sposobem bycia a rozumem, który nie jest w stanie nic przyjąć w sprawie niejasnego losu. I nie jest w stanie wystarczająco odpowiedzieć na sensowne pytania. Bohater nie może być bohaterem w tradycyjnym znaczeniu tego słowa, jest sceptycznych człowiekiem, który umie obserwować tylko siebie: „Już od dawna żyję nie sercem, ale głową. Moje własne namiętności i pasje odważam z rosnącą ciekawością, ale bez współczucia”. Rozpacza nad wieczną niezmiennością i tępą, instynktowną bezsensownością swojej egzystencji. Wciąż tęskni za szczerością i wolnością i nie może się zobowiązać, uszanować żadnych zasad.
Ten typ postaci jest specyficzną charakterystyką tych czasów, na którą wpływa historia prądów intelektualnych i mentalności.

## Analiza neokolonialna
Powieść pisana jest z perspektywy kolonialnej. Główni bohaterowie – Pieczorin i Maksym Maksymycz – są przedstawicielami imperium. Ich wewnętrzne rozterki mogły zostać z powodzeniem przedstawione na tle Moskwy lub Petersburga, Kaukaz nie wpłynął w żaden sposób na ich rozwój duchowy. Przedstawiciele ludności muzułmańskiej stanowią w dziele Lermontowa tło, uosabiają sobą negatywne cechy, takie jak chciwość, zdrada, głupota i brud. Tubylcy nie wypowiadają się bezpośrednio, ich cele zawsze podlegają interpretacji przez Rosjan. Postać księżniczki Beli przedstawiona została instrumentalnie jako bierna ofiara, zakochująca się w swoim gwałcicielu i podziwiająca go, jako przedstawiciela wyższej cywilizacji. Choć Lermontow przedstawił poczynania Pieczorina w sposób mogący budzić dezaprobatę, to nie dotyczyła ona na ogół kwestii gwałtu na nieletniej tubylczej dziewczynie, a ogólnej bezcelowości życia. W zestawieniu z czarnym bohaterem na pozytywną postać wybija się oficer Maksymycz, co potem podłapali recenzenci. Sam problem Kaukazu nie istniał w pismach krytyków powieści, Wissarion Bielinski, zwykle wrażliwy na kwestie niesprawiedliwości społecznej, nie odniósł się nawet do wojskowej służby Lermontowa w czasie podboju regionu, a co dopiero do cierpienia zadawanego miejscowej ludności przez Rosjan.